# Cinémas Guzzo
Les Cinémas Guzzo est une ancienne chaîne régionale de cinémas, qui n'exploite actuellement qu'un seul cinéma au situé a Terrebonne (QC, Canada). Le 6 février 2025, tout ses cinémas ont été temporairement fermés et leurs activités suspendues, en raison d'une ordonnance des tribunaux exigeant la liquidation des actifs afin de rembourser les dettes que la chaîne avait accumulé envers leur créanciers. L'avenir des Cinemas Guzzo est incertaine étant donné les dettes pas entièrement remboursé meme apres la liquidation et fermeture définitive de presque l'entièreté des établissements cinématographiques qu'offrait la Guzzo.
Depuis mai 2025, seul le cinéma Guzzo Mega-Plex IMAX Terrebonne (offrant des films en français seulement) fut en mesure de réouvrir ses portes.

## Histoire
Les Cinémas Guzzo ont été fondés par Angelo Guzzo peu après son immigration au Canada. Né en Italie en 1946, il a eu son fils unique, Vincenzo Guzzo, en 1969. Il a eu cinq enfants. Vice-président exécutif de l'entreprise depuis 1990, il en est devenu président en 2018.
En 2000, les Cinémas Guzzo ont été identifiés comme l’une des 50 entreprises privées les mieux gérées au Canada.
En 2001, les revenus de la société ont été d'environ 45 millions de dollars, soit une augmentation d'environ 5 millions de dollars par rapport à l'année précédente. 2001 a également vu une augmentation de près de 500 000 billets vendus.
En 2007, ils ont créé l'organisation de recherche Guzzo Environnement-Cancer de la Société de recherche sur le cancer, en partenariat avec l'Université de Montréal. L'année suivante, la toute première soirée-bénéfice « Notte in Bianco » a eu lieu, permettant de recueillir environ 400 000 $ pour soutenir la lutte contre le cancer.
En juillet 2012, les Cinémas Guzzo ont finalisé la conversion de tous leurs projecteurs en projecteurs numériques. La même année, cinq écrans IMAX ont ouvert leurs portes dans certains de leurs cinémas existants.
Fin 2018, il a été rapporté que Guzzo envisageait d’étendre sa chaîne à l’extérieur du Québec et qu’il étudiait des sites potentiels en Alberta et en Colombie-Britannique, comme Calgary et Vancouver.
En 2020, pendant la pandémie de COVID-19 au Québec, les cinémas ont dû fermer leurs portes du 25 mars au 2 juillet. Guzzo espérait rester ouvert pendant cette période, mais cela n'a pas été possible. Après la réouverture des cinémas, la capacité des salles a été réduite afin de prévenir la propagation du SRAS-CoV-2 responsable de la COVID-19, avec des protocoles sanitaires et de nettoyage renforcés. La saison 2020 a été menacée par la situation aux États-Unis, car les chaînes américaines ne pouvaient pas opérer dans de nombreux endroits et les studios américains n'ont pas sorti de films sur le marché en raison de la COVID et de la situation des salles de cinéma. Les cinémas ont de nouveau fermé le 1er octobre à Montréal, où Guzzo était présent,,,,.
En 2021, alors que la pandémie de COVID-19 persistait, la chaîne Guzzo a refusé de rouvrir, jugeant les restrictions de réouverture trop strictes et refusant toute nouvelle subvention gouvernementale. Le gouvernement a imposé un confinement provincial du 26 décembre 2020 au 7 février 2021, puis a annoncé que les cinémas du Québec pourraient rouvrir le 26 février 2021, avec plusieurs restrictions. Dans les zones rouges, où se trouvait la chaîne Guzzo, cela comprenait une fermeture à 19 h 30. Fermeture des cinémas à 17 h et interdiction de manger et de boire pendant les séances. Guzzo a souligné qu'aucune éclosion n'était survenue dans les cinémas au Canada en 2020,.
En novembre 2024, la Banque canadienne impériale de commerce a demandé à un tribunal de placer les Cinémas Guzzo en faillite en vertu de la Loi sur les arrangements avec les créanciers des compagnies en raison des difficultés financières de l'entreprise, notamment des prêts impayés et des taxes foncières,. Dans le cadre de la restructuration, le Cinéma Des Sources a fermé définitivement.
En janvier 2025, toujours aux prises avec des difficultés financières et des dettes, deux autres emplacements ont été définitivement fermés, le Méga-Plex Marché Central et le Méga-Plex Saint-Jean.
En février 2025, malgré des revenus persistants, tous les cinémas restants ont été temporairement fermés par le tribunal afin de faciliter la liquidation des actifs et le remboursement des 39 millions de dollars de dettes envers les créanciers. 350 travailleurs ont été temporairement licenciés à la suite de ces fermetures. Il a été rapporté ultérieurement que la société avait accumulé plus de 100 millions de dollars de dettes au total. Terrains, bâtiments et équipements sont mis en vente. La reprise de l'activité après la liquidation et la survie de la chaîne sont incertaines.
En mai 2025, le restaurant de Terrebonne a rouvert ses portes. Le PDG de la chaîne, Vincenzo Guzzo, a annoncé son intention de démolir et de reconstruire entièrement de nouvelles salles, tout en développant des projets de construction commerciale et résidentielle sur les anciens sites. Il est incertain que ces projets se concrétisent, y compris le maintien de la seule salle rouverte, car il a encore une dette importante envers ses créanciers.

## Théâtres

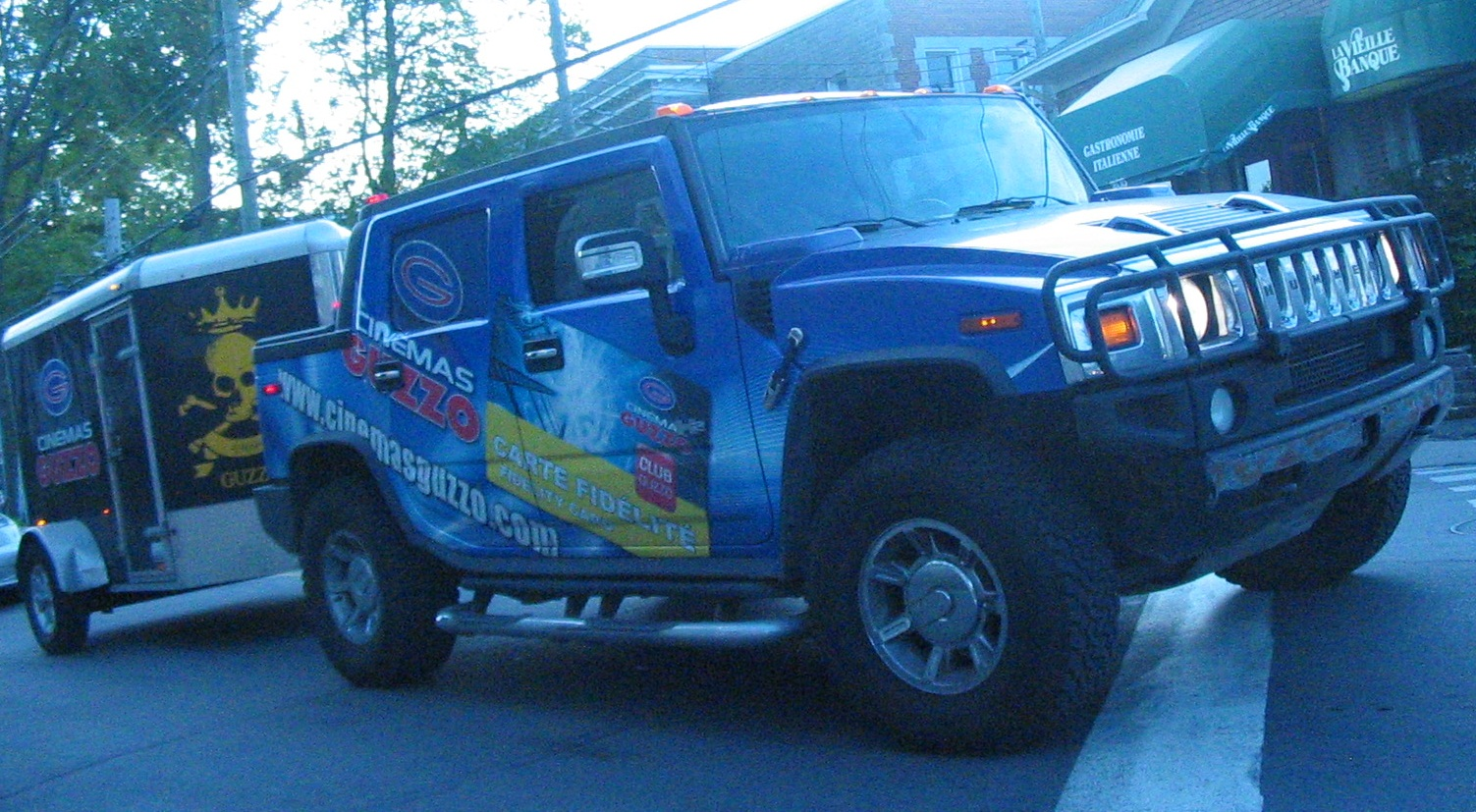
Hummer H2 SUT avec le logo de la chaîne de cinéma.

Le Méga-Plex IMAX de Terrebonne est actuellement le seul Cinéma Guzzo en activité. Situé à Terrebonne, au Québec, il s'agit du plus ancien et du plus rentable cinéma de la chaîne, ayant ouvert ses portes en avril 1991. Les films sont présentés en français uniquement et le cinéma compte 14 écrans numériques, dont deux IMAX.
Le Cinéma Guzzo Méga-Plex Deux-Montagne IMAX, suite à sa fermeture, a subi des travaux de démolition à compter du 2 juillet 2025.
| Liste des Cinémas Guzzo       | Liste des Cinémas Guzzo | Liste des Cinémas Guzzo | Liste des Cinémas Guzzo      | Liste des Cinémas Guzzo | Liste des Cinémas Guzzo | Liste des Cinémas Guzzo |
| Nom du Cinéma                 | Salle Regulier          | Salle IMAX              | Emplacement                  | Date d'ouverture        | Status                  | Langues des films       |
| ----------------------------- | ----------------------- | ----------------------- | ---------------------------- | ----------------------- | ----------------------- | ----------------------- |
| Méga-Plex Marché Central IMAX | 18                      | 2                       | Montreal, QC                 | Juin 2005               | Fermé                   | Anglais, Français       |
| Méga-Plex Lacordaire          | 16                      | 0                       | Montreal, QC                 | Novembre 1996           | Fermé                   | Anglais, Français       |
| Méga-Plex Pont-Viau IMAX      | 16                      | 1                       | Laval, QC                    | Decembre 1998           | Fermé                   | Anglais, Français       |
| Méga-Plex Deux-Montagnes IMAX | 14                      | 1                       | Deux-Montagnes, Quebec       | Mai 2005                | Fermé                   | Anglais, Français       |
| Méga-Plex Sphèretech          | 14                      | 0                       | Saint-Laurent, QC            | Mai 1999                | Fermé                   | Anglais                 |
| Méga-Plex Terrebonne IMAX     | 14                      | 2                       | Terrebonne, QC               | Avril 1991              | Opérationnel            | Français                |
| Méga-Plex Saint-Jean          | 12                      | 1                       | Saint-Jean-sur-Richelieu, QC | Décembre 2021           | Fermé                   | Anglais, Français       |

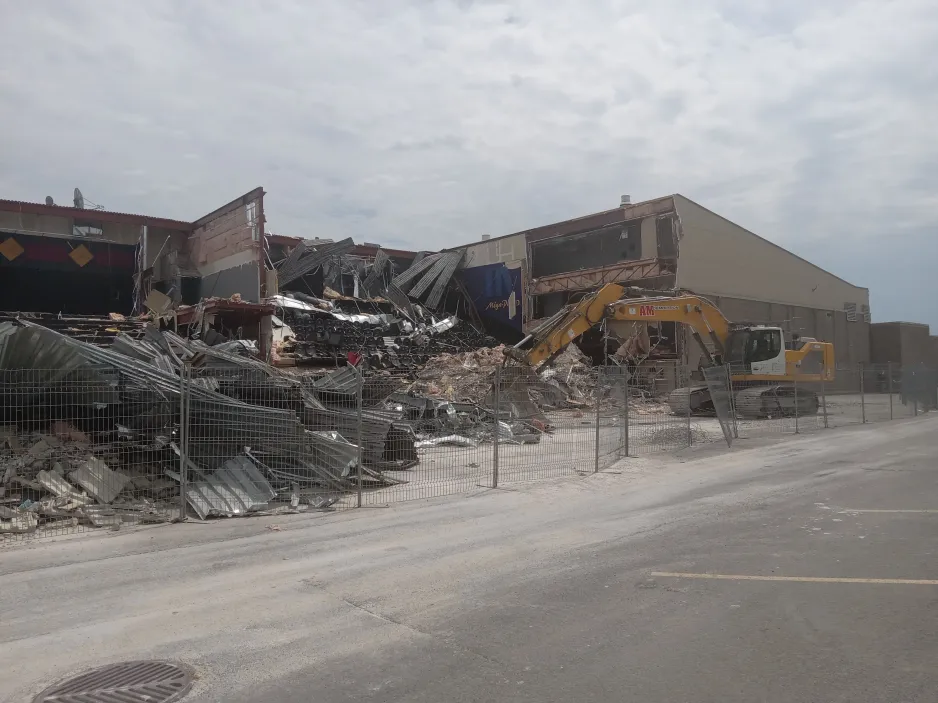
Cinéma Guzzo Méga-Plex Deux-Montagne IMAX lors de sa démolition.

En 2025, Ciné Starz a acheté trois anciens cinémas Cinéma Guzzo :
- Cinéma Guzzo Des Sources IMAX (ouvert en juin 1998 à Dollard-des-Ormeaux, QC)
- Guzzo Méga-Plex Jacques-Cartier (ouvert en octobre 1999 à Longueuil, QC)
- Guzzo Méga-Plex Taschereau IMAX (ouvert en octobre 1998 à Greenfield Park, QC )